# One Touch of Nature (film 1909 Griffith)
One Touch of Nature è un cortometraggio muto del 1909 diretto da David W. Griffith. Il film, interpretato da Arthur V. Johnson, Florence Lawrence e Marion Leonard, venne prodotto dalla American Mutoscope and Biograph Company che lo distribuì nelle sale il 1º gennaio 1909.
Nello stesso anno, uscì nelle sale un altro film dallo stesso titolo, prodotto dalla Essanay Film Manufacturing Company.

## Trama
Il poliziotto John Murray vive felicemente con la moglie e il figlioletto. Però tutto il suo mondo sembra crollare intorno a lui quando il piccolo si ammala e muore. La madre, disperata, si chiude in sé stessa, perdendo ogni contatto con la realtà, tanto che il marito si vede costretto a metterle a fianco, a ogni ora del giorno, un'infermiera che la accudisca mentre lei passa il tempo accarezzando le bambole come fossero bambini.
Nei suoi giri, Murray viene a contatto con numerose realtà, molte volte abiette e miserabili. Nella cantina sotto il negozio di un rigattiere abitano dei siciliani che vivono alla giornata, chiedendo l'elemosina e sfruttando una piccola orfana caduta nelle loro grinfie, che costringono a intenerire i passanti lasciandola sotto la neve, poveramente vestita, a mendicare davanti ai teatri e ai ristoranti frequentati da ricchi clienti. Murray si imbatte nella bambina che non viene mai persa di vista dalla donna siciliana. Messo in sospetto, il poliziotto segue le due fino al loro tugurio. Entra nella cantina giusto in tempo per vedere che la coppia di sfruttatori sta picchiando la piccola. Con un pugno, il poliziotto stende l'uomo mentre arrivano altri poliziotti che, accorsi dopo aver sentito il suo fischietto, arrestano i due siciliani. Murray porta via con sé l'orfanella. A casa, quando vede la bambina, sua moglie sembra risvegliarsi da un incubo e abbraccia quella che diventerà la loro nuova figlia.

## Produzione
Il film fu prodotto dall'American Mutoscope and Biograph Company. Venne girato il 13 e il 18 novembre negli studi della Biograph di New York.

## Distribuzione
Il copyright del film, richiesto dall'American Mutoscope and Biograph Co. e distribuito nelle sale USA il 1º gennaio 1909, fu registrato il 30 dicembre 1908 con il numero H120834.
Non si conoscono copie ancora esistenti della pellicola che viene considerata presumibilmente perduta.